# Murushid Juuko
Murushid Juuko (Kampala, 14 de abril de 1994) é um futebolista profissional ugandense que atua como defensor.

## Carreira
Murushid Juuko representou o elenco da Seleção Ugandense de Futebol no Campeonato Africano das Nações de 2017.